# Jiří Lanský
Jiří Lanský (Prága, 1933. szeptember 17. – Lázně Toušeň, 2017. február 14.) kétszeres Európa-bajnoki ezüstérmes cseh magasugró.

## Pályafutása
Az 1954-es berni és az 1958-as stockholmi Európa-bajnokságon is ezüstérmet szerzett magasugrásban. Részt vett az 1960-as római olimpián. 1954 és 1964 között hatszor nyerte meg a csehszlovák bajnokságot magasugrásban.

## Sikerei, díjai
Magasugrás
- Európa-bajnokság
  - ezüstérmes: 1954, 1958
- Csehszlovák bajnokság
  - aranyérmes: 1954, 1958, 1959, 1960, 1963, 1964
  - ezüstérmes: 1955, 1957